# Gerald Wolf (Mediziner)

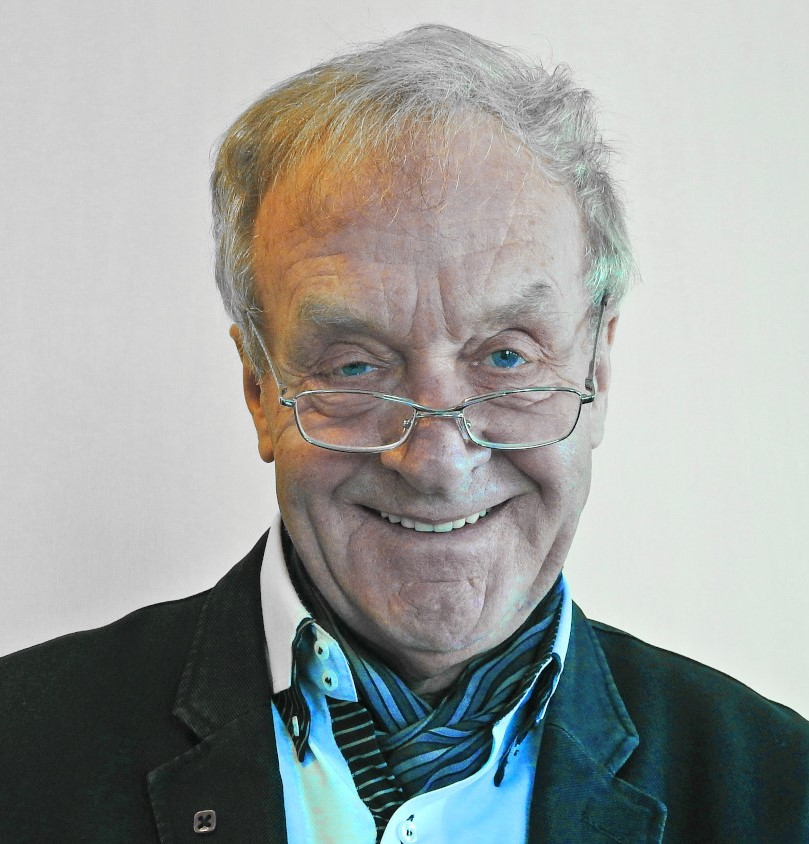
Gerald Wolf

Gerald Wolf (* 22. Februar 1943 in Limbach) ist ein deutscher Neurobiologe.

## Beruflicher Weg
Von 1962 bis 1967 studierte Wolf Biologie an der Universität Leipzig (Abschluss Diplom) und parallel dazu Medizin (bis 1969). Bis 1978 war er wissenschaftlicher Mitarbeiter an der Sektion Biowissenschaften der Universität Leipzig und promovierte 1970 als Schüler von Günther Sterba auf dem Gebiet der Neuroendokrinologie. 1979 habilitierte er sich zum Thema Hypothalamo-neurohypophysäres System und Neurophysine, erhielt im selben Jahr eine Dozentur für das Fachgebiet „Biologie für Mediziner“ am Biologischen Institut der damaligen Medizinischen Akademie Magdeburg (MAM) und wurde zum Leiter des gleichnamigen Lehrstuhls ernannt. Die Berufung zum Ordentlichen Professor für Biologie erfolgte 1981. 1985 wurde Wolf Direktor des Instituts. 
1992 erfolgte seine Berufung auf die C4-Professur für „Medizinische Neurobiologie“ und die Bestätigung im Amt des Direktors des Instituts für Biologie, das mit der Gründung der Otto-von-Guericke-Universität Magdeburg in „Institut für Medizinische Neurobiologie“ der Medizinischen Fakultät umbenannt wurde. Wolf übernahm verschiedene Funktionen in der akademischen Selbstverwaltung (u. a. als Prodekan der Medizinischen Fakultät und später als Prorektor für Forschung der Universität).
Wolf veröffentlicht als Gastautor bei der Achse des Guten.

## Wissenschaftliche Arbeit
Zu den von ihm beforschten Themen gehören Neuropeptide im System des Hypothalamus und der Hypophyse, der Stoffwechsel von Neurotransmittern, neurodegenerative Erkrankungen und Stickstoffmonoxid als Signal im Körper. Seine Forschungstätigkeit umfasst rund 260 Originalarbeiten und Buchbeiträge sowie eine Reihe von Büchern. Wolf ist Mitglied zahlreicher wissenschaftlicher Gesellschaften.

## Populärwissenschaftliches
Gerald Wolf verfasste eine Reihe populärwissenschaftlicher Bücher zu biologischen Themen und neurophilosophische Schriften. In seinen beiden Wissenschaftsromanen Der Hirngott und Glaube mir, mich gibt es nicht geht er der im philosophischen Streit zwischen Vertretern von Szientismus und Kreationismus aktuellen Frage nach: „Ist Gott letztlich nur ein Produkt menschlicher Nervenzellen?“ In dem Wissenschaftsroman Das Liebespulver geht es um das Hirnhormon Oxytocin. Im Fernsehen gibt Gerald Wolf Antwort auf Fragen zur Hirnforschung und deren philosophischen Aspekte (MDR um 11, zuvor MDR um zwölf, Sendereihe GeistReich).
2020 startete er die Vorlesungsreihe „Studium generale digitale“. Die Themen reichen vom Mikrokosmos über den Kosmos in unserem Gehirn bis hin zum Makrokosmos. Mehr als 120 seiner Essays sind in dem kürzlich erschienenen Buch „Hirn-Geschnetzeltes“ zusammengefasst.

## Publikationen
- Neurobiologie. Vom Molekül zum Verhalten. Akademie-Verlag Berlin 1974. (Gustav Fischer Verlag, Stuttgart 1976 und Urban & Fischer, München 1994, ISBN 3-437-00221-X.)
- mit J. Heß: Seele oder Programm? Biologische Grundlagen tierischen und menschlichen Verhaltens. Aulis, Köln 1983, ISBN 3-7614-0711-4.
- Fachlexikon ABC Neurobiologie. Deutsch, Thun 1989, ISBN 3-8171-1054-5.
- Das Gehirn – Substanz die sich selbst begreift. Glaser, Wiesbaden 1996, ISBN 3-89379-145-0.
- mit U. Kischka und C.-W. Wallesch: Methoden der Hirnforschung. Spektrum, Heidelberg / Berlin 1997, ISBN 3-8274-0108-9.
- Der Hirngott. Ziethen, Oschersleben 2005. (2., überarbeitete Auflage: Sich, Magdeburg 2008, ISBN 978-3-9811692-8-7)
- Glaube mir, mich gibt es nicht. Sich, Magdeburg 2009, ISBN 978-3-9812628-0-3.
- Das Gottesmodul oder Glaube mir, mich gibt es nicht! 2022. ISBN 978-1-5210-7253-0.
- Das Liebespulver. Mitteldeutscher Verlag, 2013, ISBN 978-3-95462-096-8.
- Hirn-Geschnetzeltes. amazon independetly published 2021, ergänzt 2024, ISBN 978-1-69292-622-9.